# Hugo Darnaut

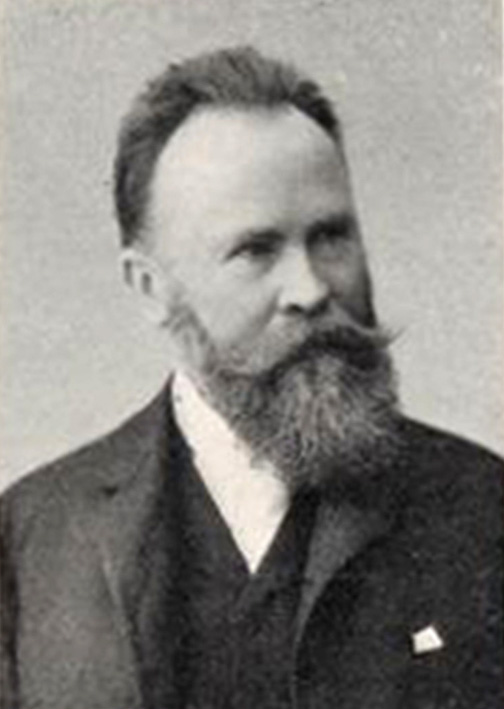
Hugo Darnaut, Miembro del Comité de Arte y delegado de la Exposición Internacional de Arte en el Kunstpalast Düsseldorf, en 1904

Hugo Darnaut, en realidad Darnaut-Fix (Dessau, noviembre de 1851-Viena, 9 de enero de 1937) fue un pintor paisajista austríaco.

## Vida

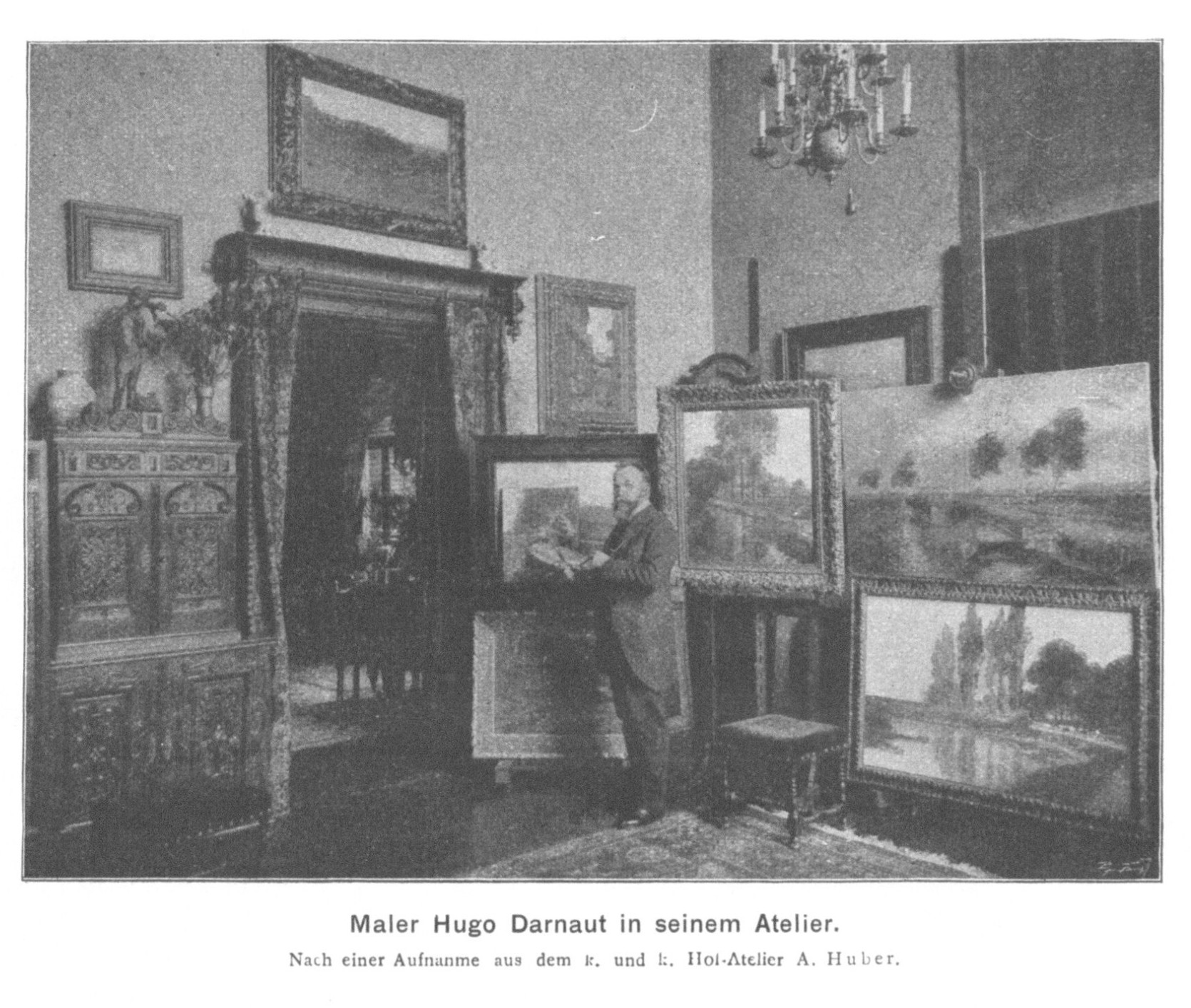
Hugo Darnaut en su estudio (foto de Anton Huber hacia 1902)

Hugo Darnaut era hijo del actor de la corte Michael Fix, llamado Darnaut. Pasó su juventud en Graz y luego inicialmente hizo un aprendizaje como pintor de teatro con el pintor de teatro de la corte Heinrich Burghart en Viena, después de lo cual estudió en 1871-1872 en la Academia de Viena con Eduard Peithner von Lichtenfels. Una beca lo llevó a Düsseldorf, centro de la pintura de paisaje en ese momento, donde estudió con Andreas Achenbach, Robert Meyerheim y Johannes Wortmann. En 1877, Darnaut se convirtió en miembro de la Künstlerhaus de Viena. En la década de 1890 tomó lecciones de Gustav Schönleber en Karlsruhe durante un año.

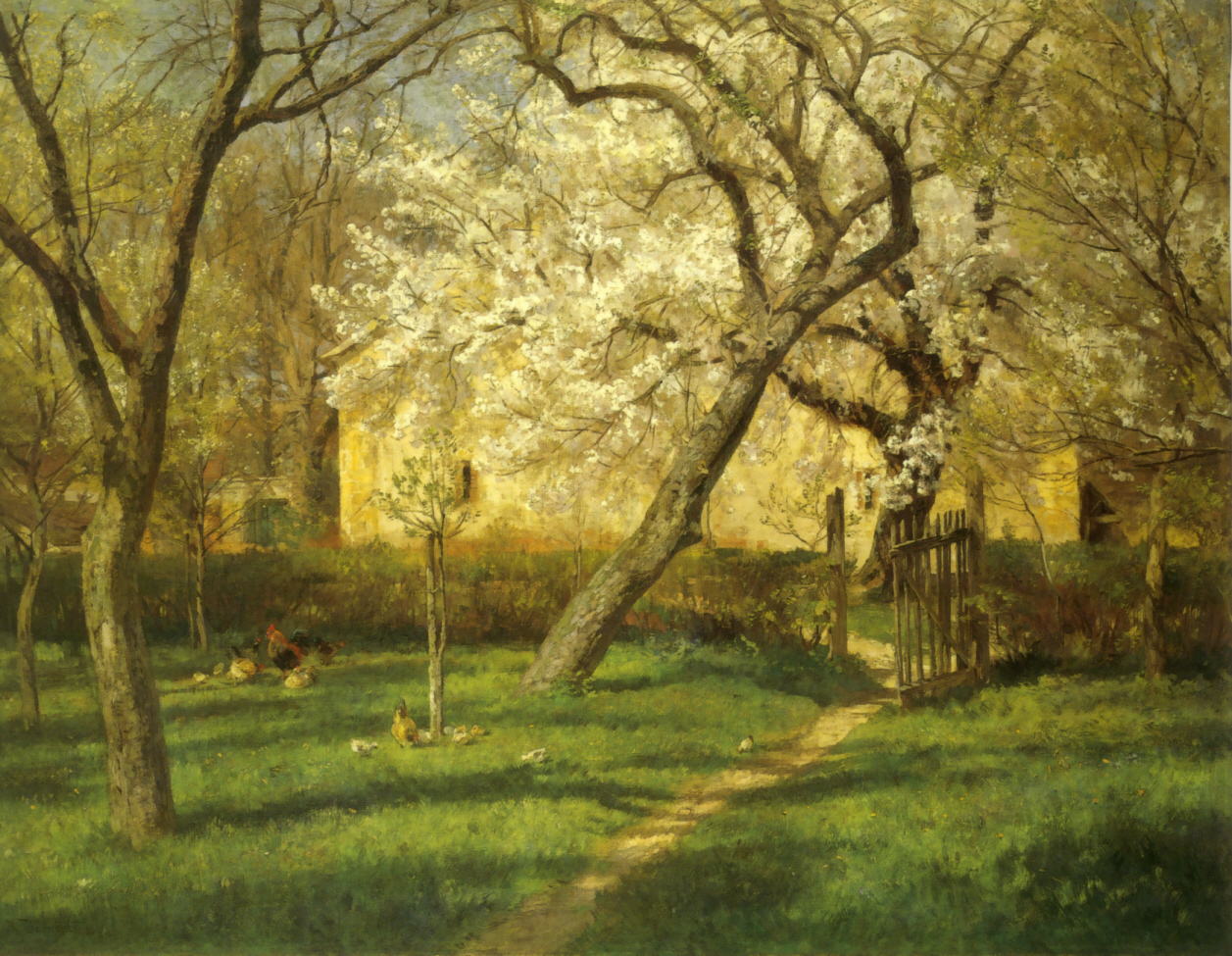
Motivo de Plankenberg, colección privada.

Después de la muerte de Emil Jakob Schindler, Darnaut alquiló el castillo de Plankenberg en los bosques de Viena desde 1893 hasta 1912, donde Schindler había dirigido su famosa escuela de pintura de paisajes durante muchos años. Entre sus muchos alumnos se encontrabanTherese Schachner (1869–1950) y Rosa Mayreder. Destacó particularmente como organizador de grandes eventos celebrados en Berlín, París, Venecia, etc. En 1900, junto con Erwin Pendl, creó una panorámica de Viena para la Exposición Universal de París. En 1912, Hugo Darnaut se trasladó al "Gschwendthof" cerca de Maria Anzbach, no lejos de Plankenberg, y continuó allí su obra. De 1913 a 1918 fue presidente de la Asociación de Bellas Artes de Viena.

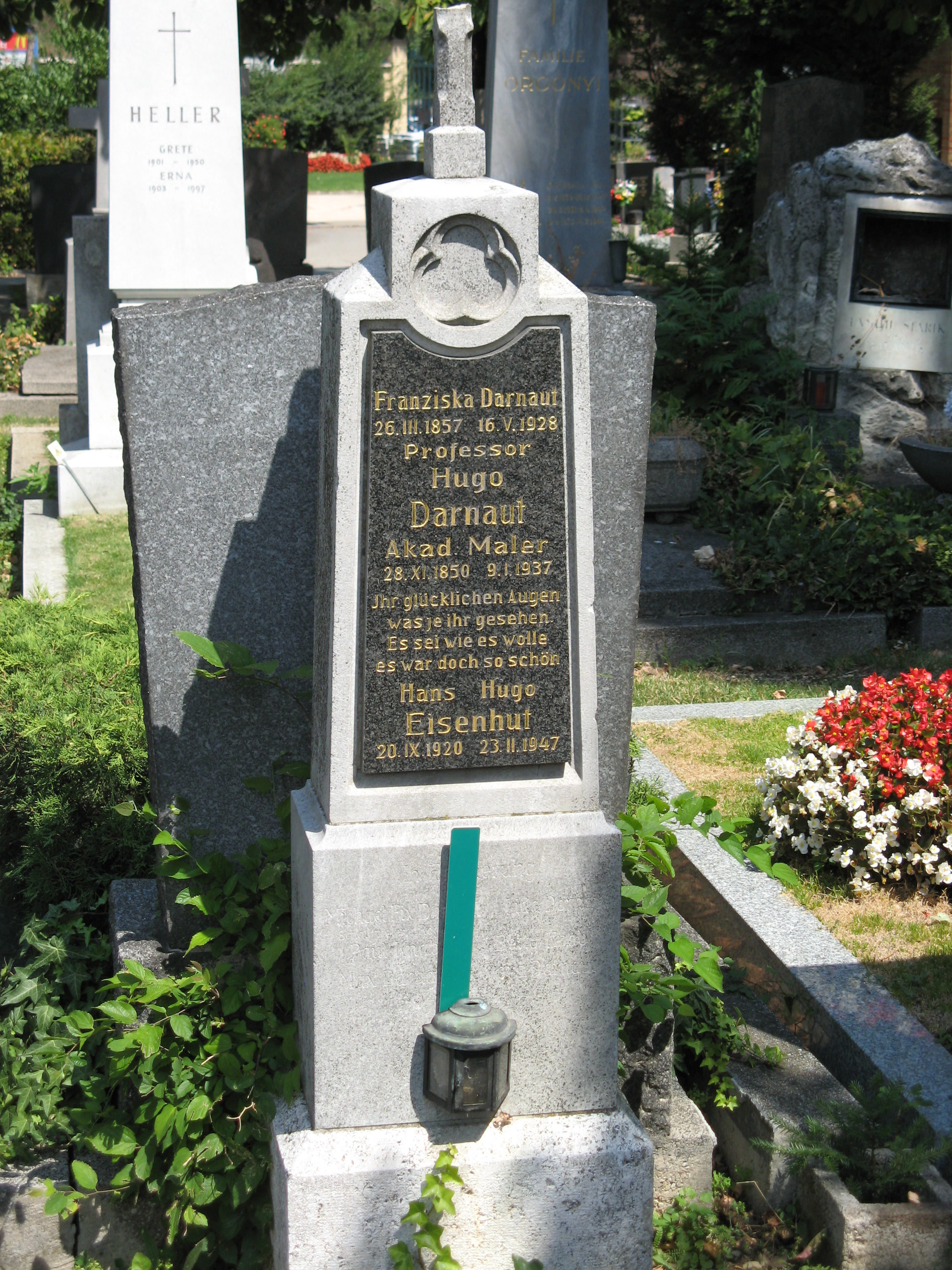
Tumba en el cementerio evangélico de Matzleinsdorf

Hugo Darnaut fue ciudadano de la ciudad de Viena (1930), ciudadano de honor de la Universidad Técnica (1925) y de la Künstlerhaus de Viena. Después de su muerte, reposó en una tumba honoraria en el Evangelische Friedhof Matzleinsdorf (grupo 5, n.° 67) en el cementerio de Viena- Favouriten. En 1955 la Darnautgasse en Viena-Meidling recibió su nombre.

## Estilo
Hugo Darnaut fue principalmente un pintor de paisajes que representó el impresionismo austriaco. Tendió a una concepción idílica de sus motivos y disfrutó de un gran éxito de público durante su vida.

## Obras seleccionadas
- En un jardín de Viena (Wien Museum), 1878, óleo sobre lienzo
- In Bloom (colección particular), 1904, óleo sobre lienzo, 88,3 cm × 117 cm
- Cosecha de cereales (propiedad privada), hacia 1930, óleo sobre cartón, 72 cm × 97 cm
- Haus am Weiher (propiedad privada), 1933, óleo sobre cartón, 45,3 cm × 33,9 cm

## Galería

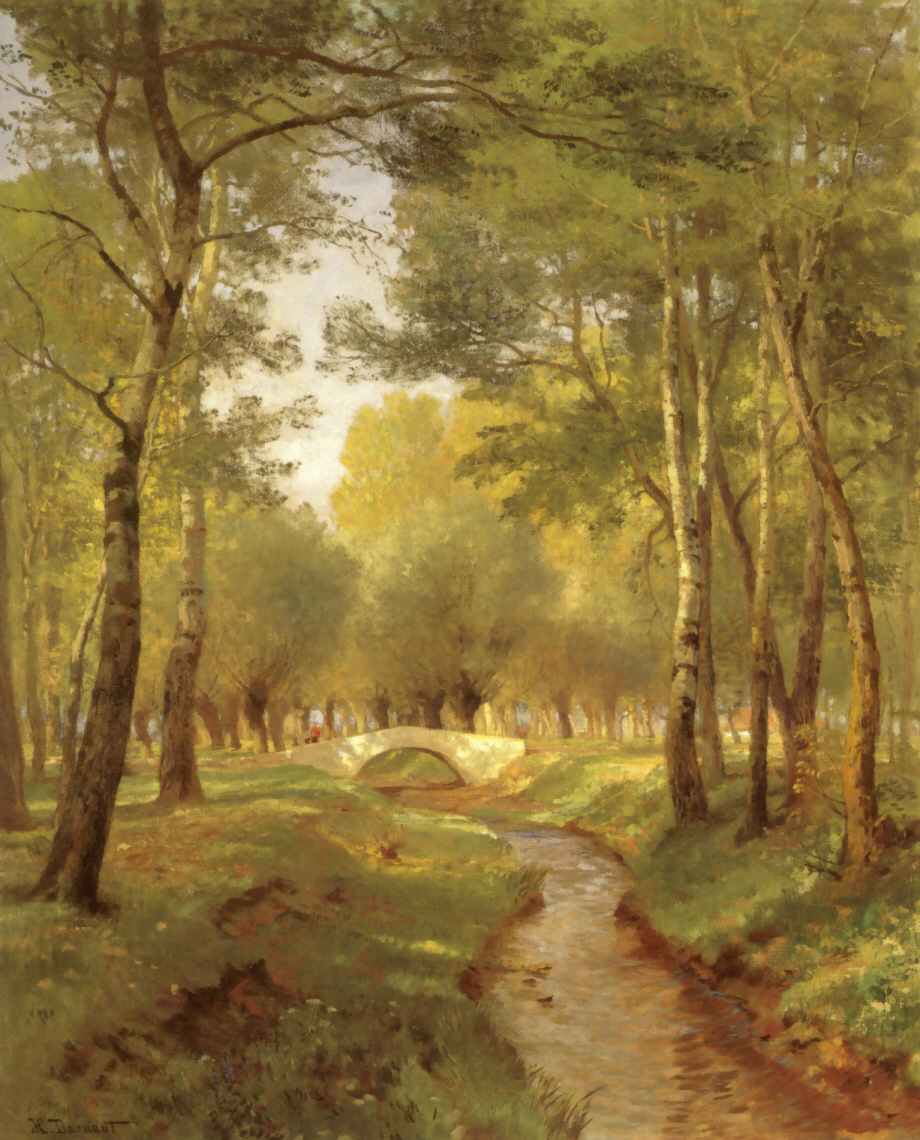
Hugo Darnaut Waldbach mit Brücke
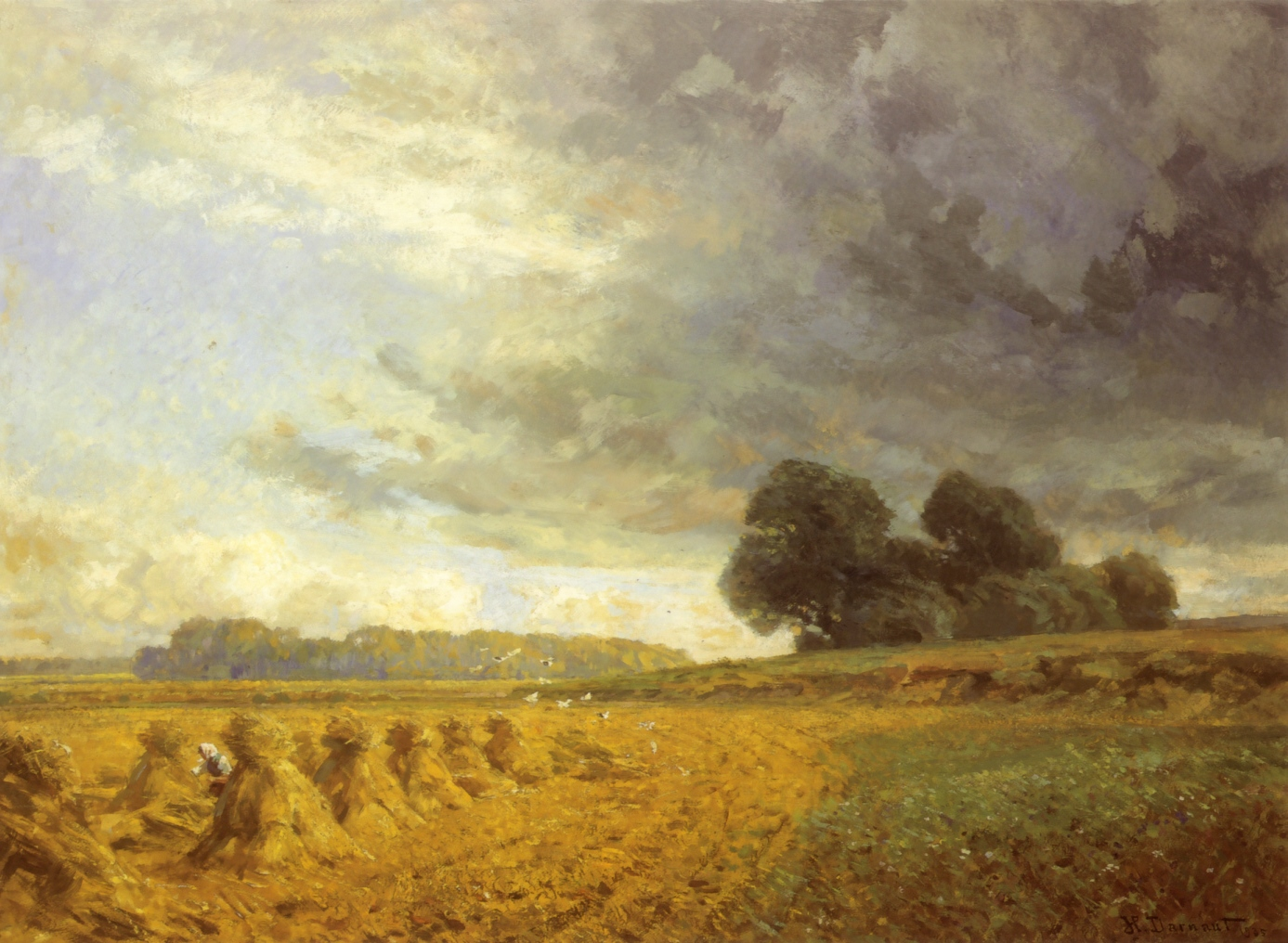
Hugo Darnaut Kornernte
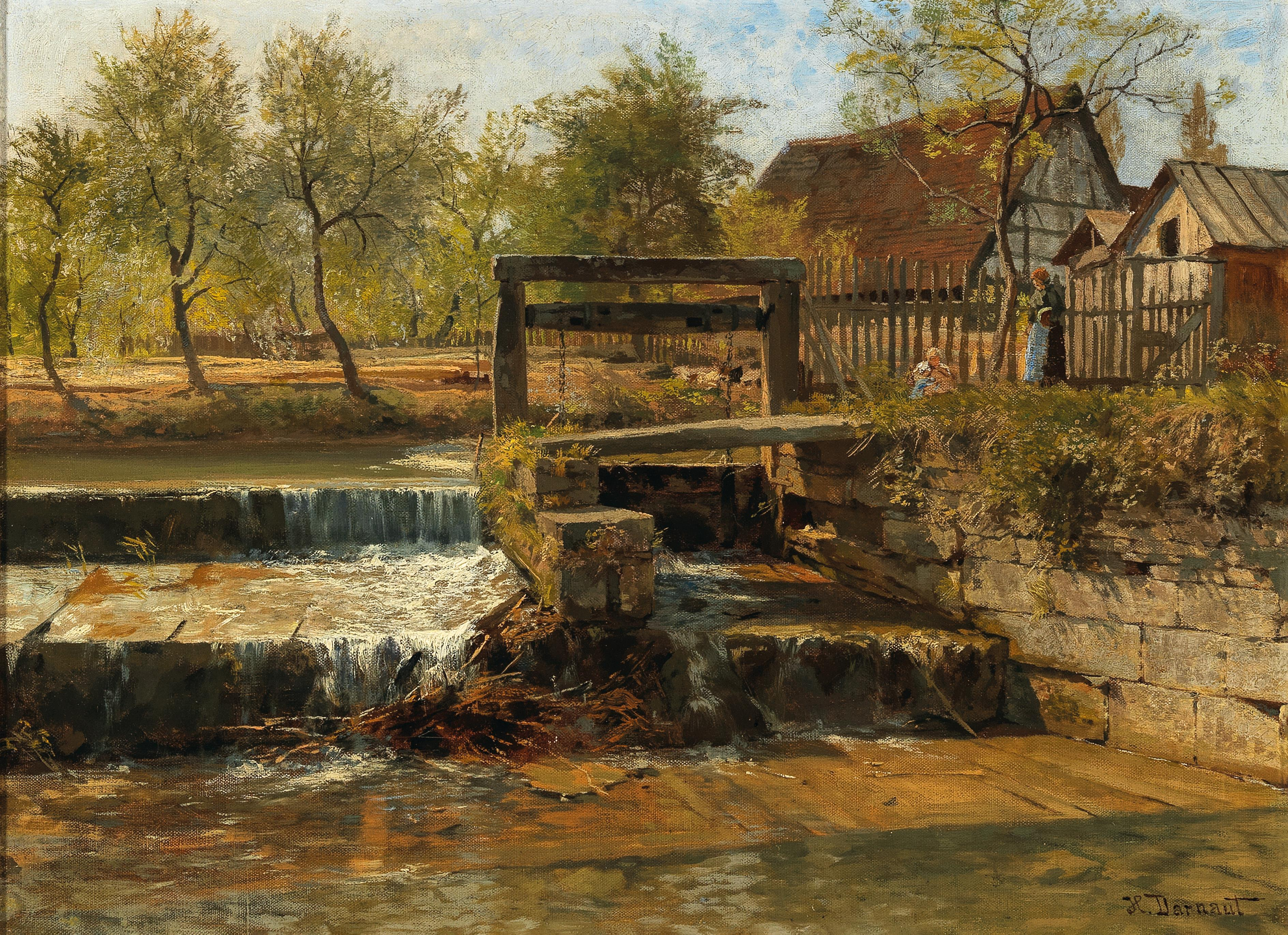
Hugo Darnaut Am Wehr
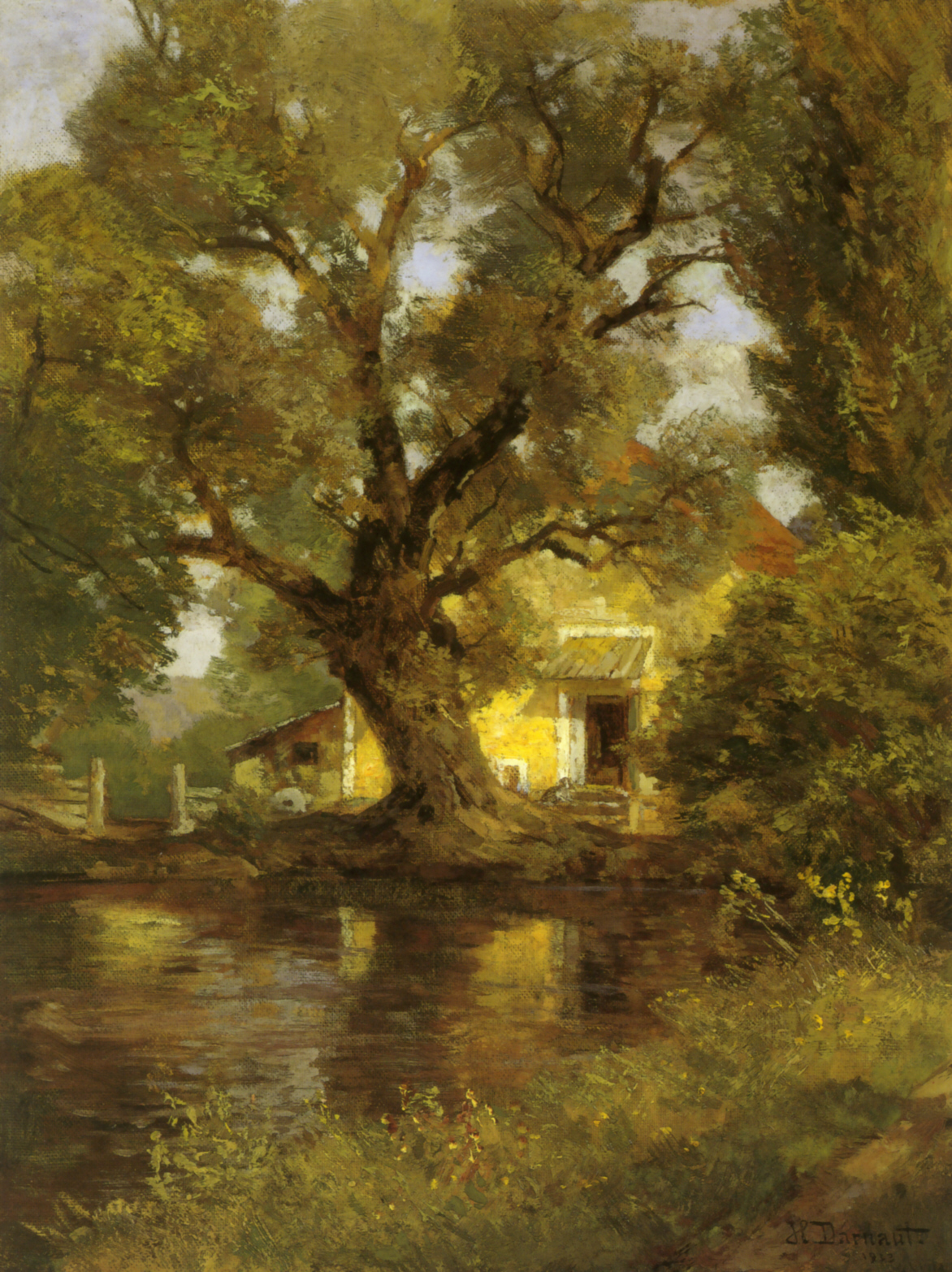
Hugo Darnaut Haus am Weiher
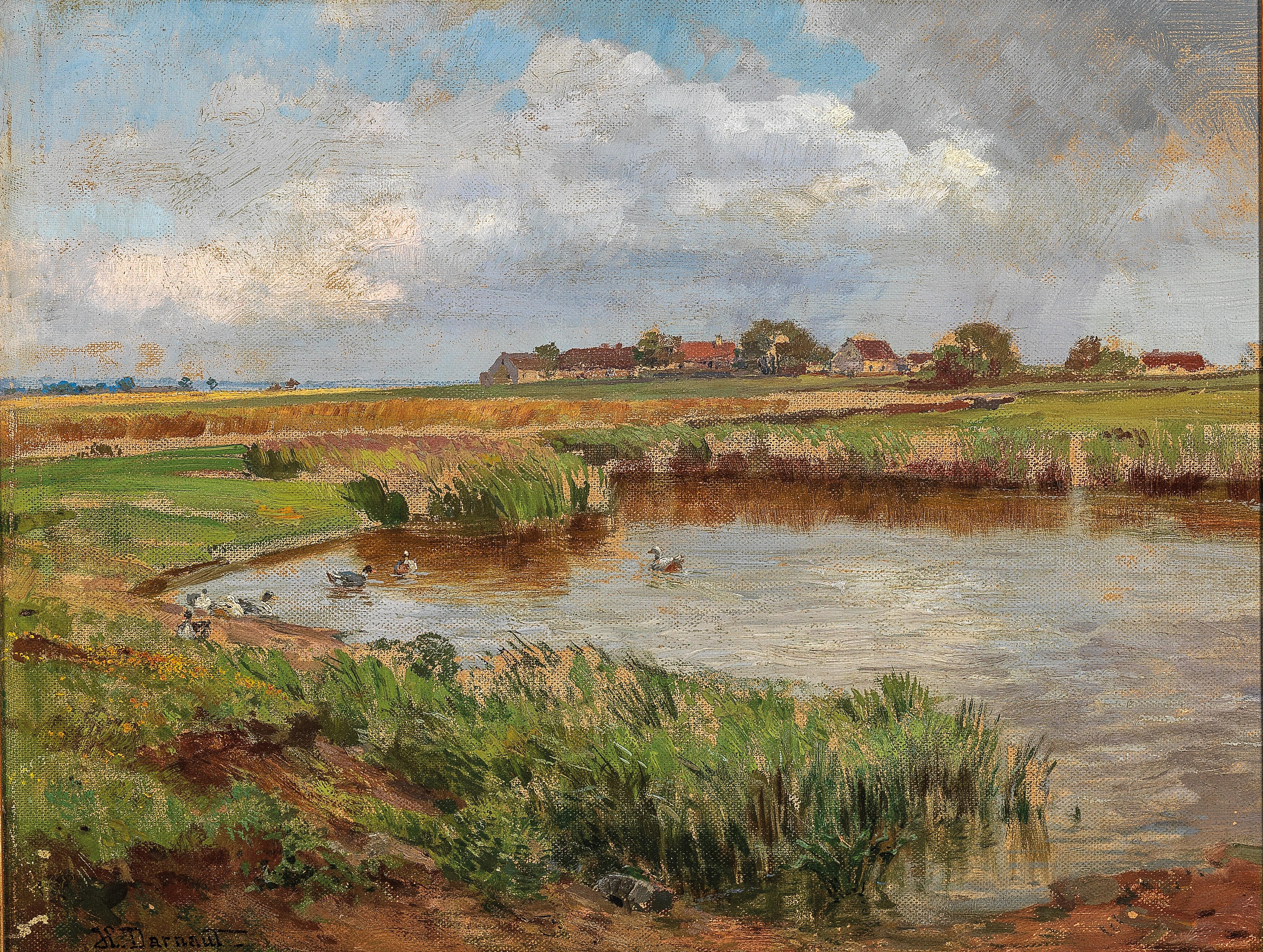
Hugo Darnaut Enten am Dorfweiher
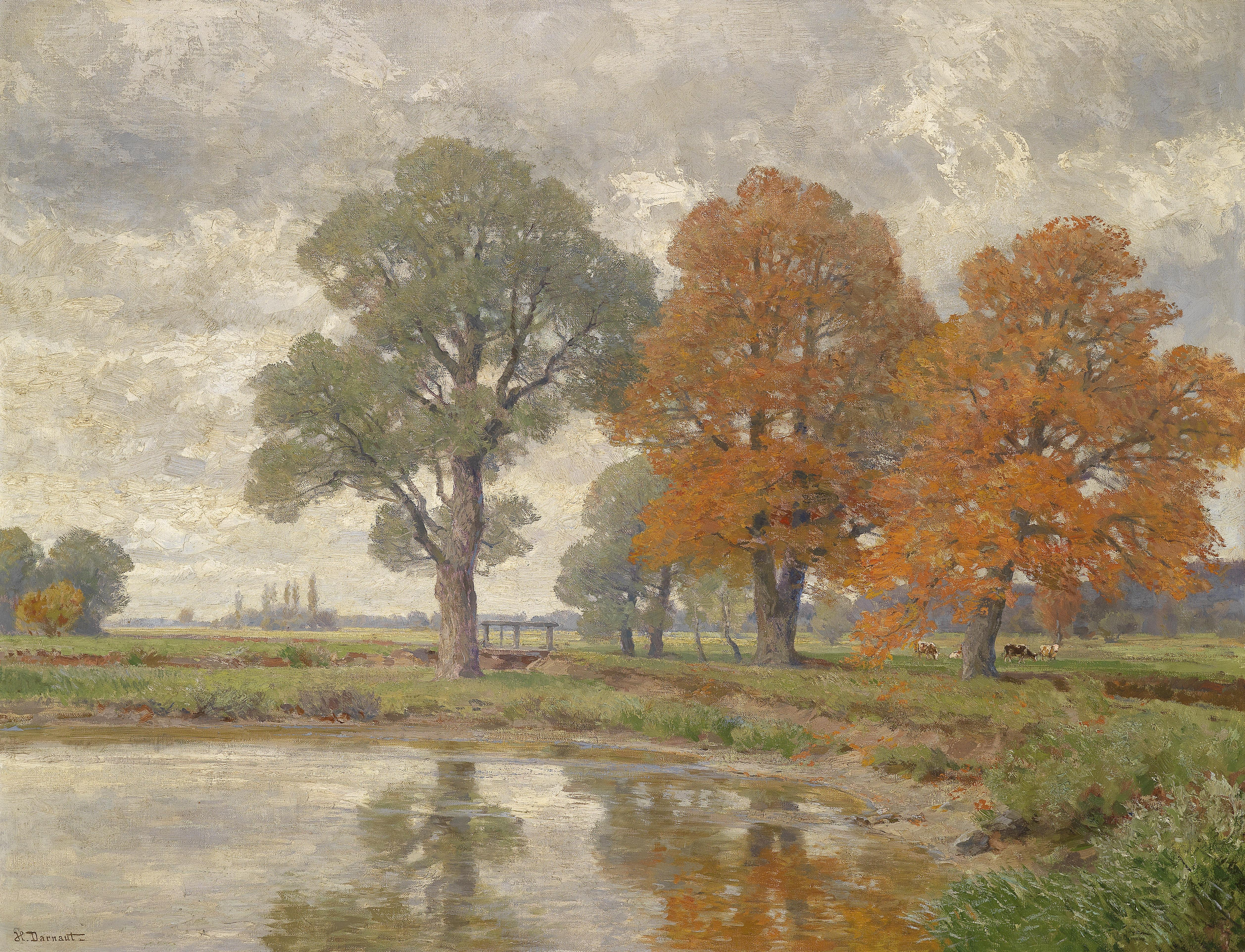
Hugo Darnaut Spätherbsttag
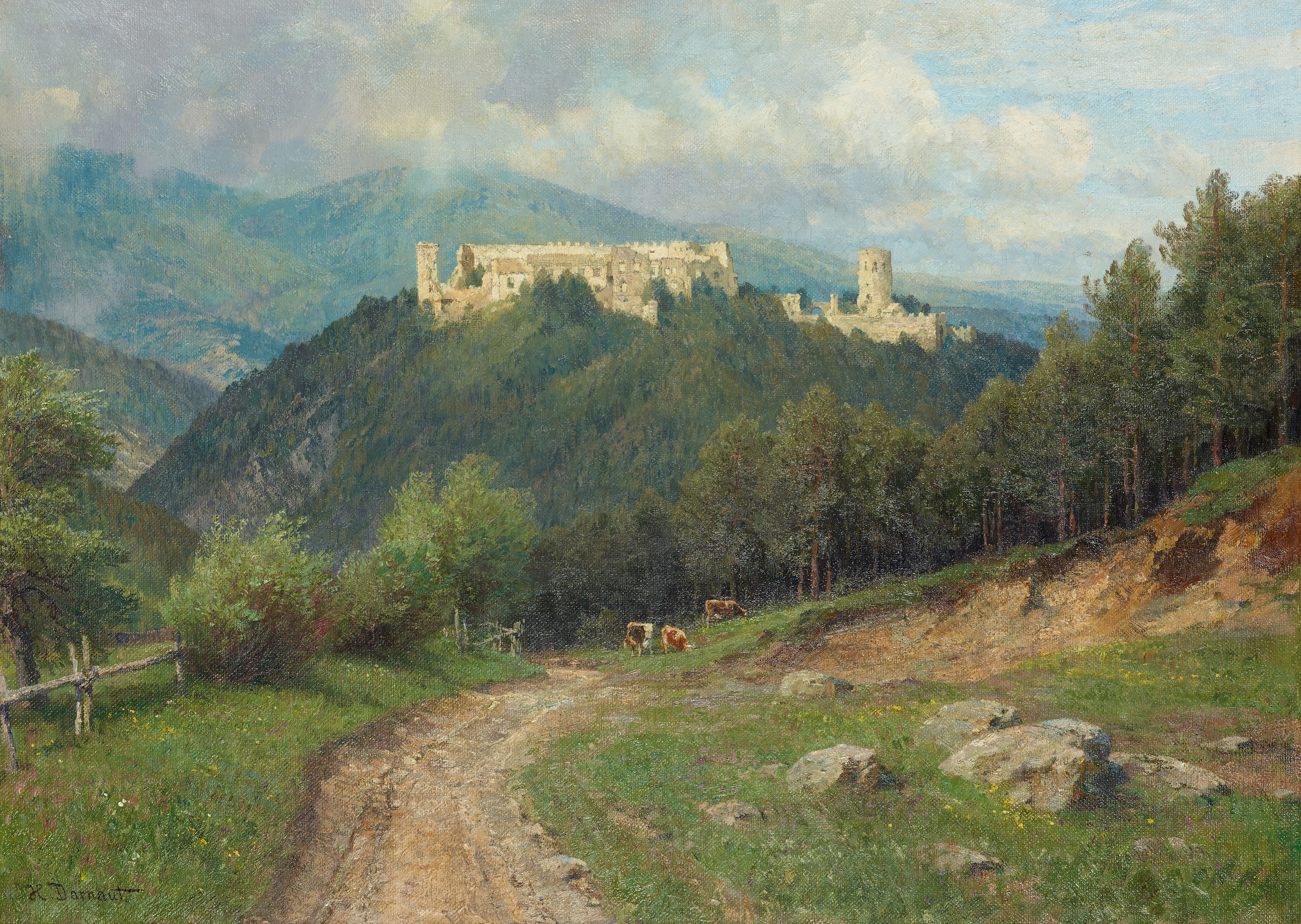
Hugo Darnaut - Die Ruine Starhemberg im Piestingtal - 829 - Österreichische Galerie Belvedere
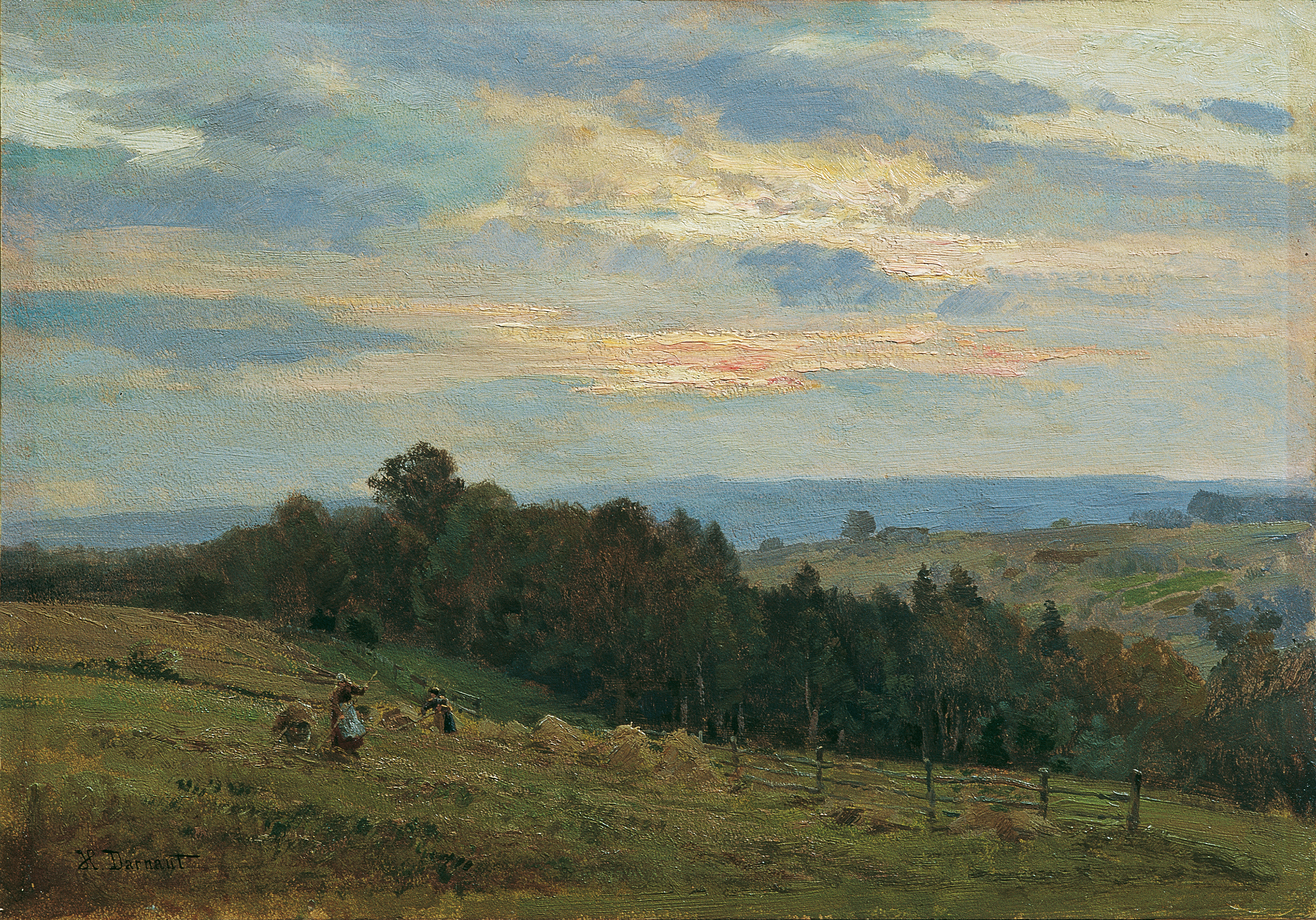
Hugo Darnaut - Zur Erntezeit - 573 - Österreichische Galerie Belvedere
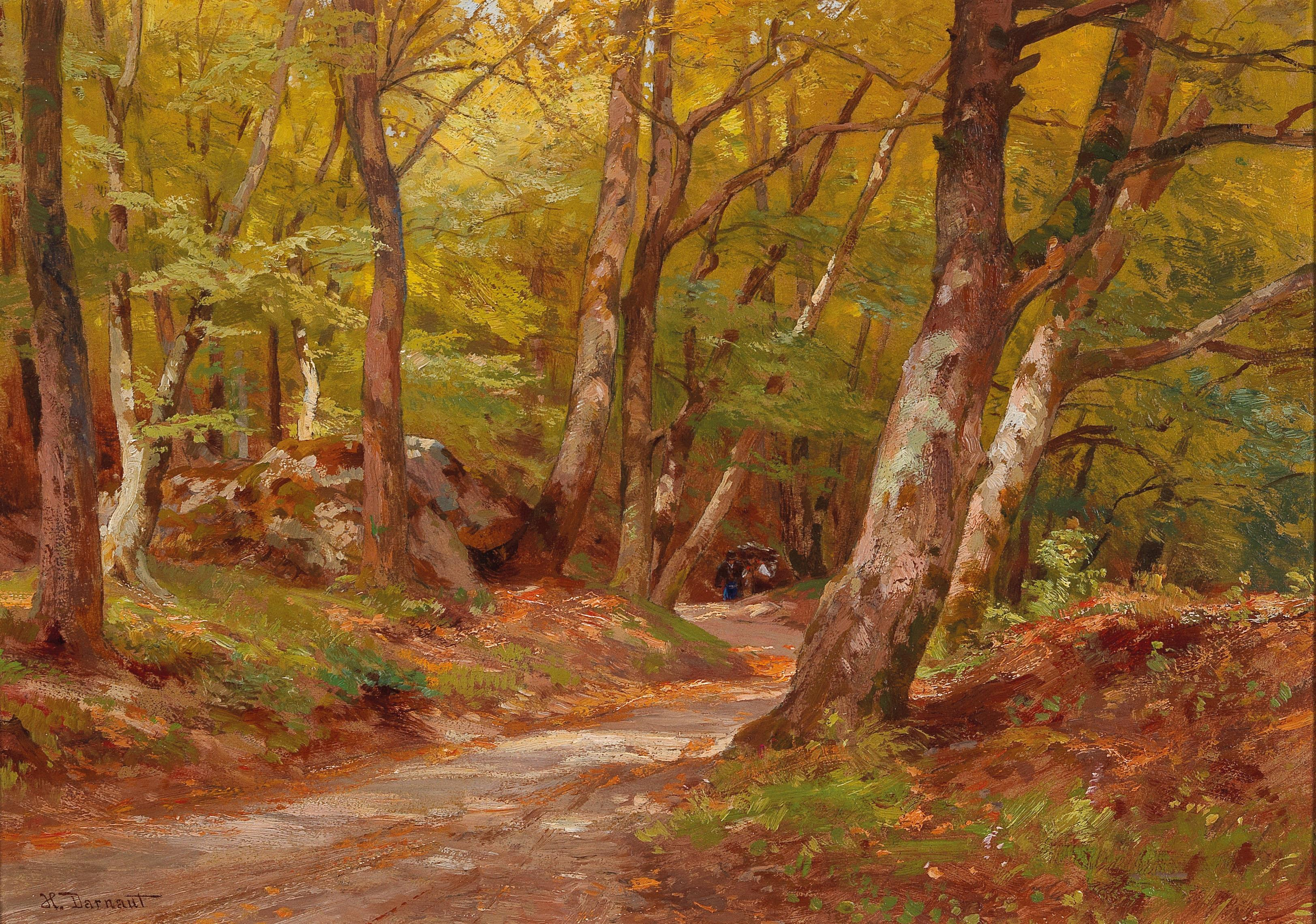
Hugo Darnaut - The Path in the Wood
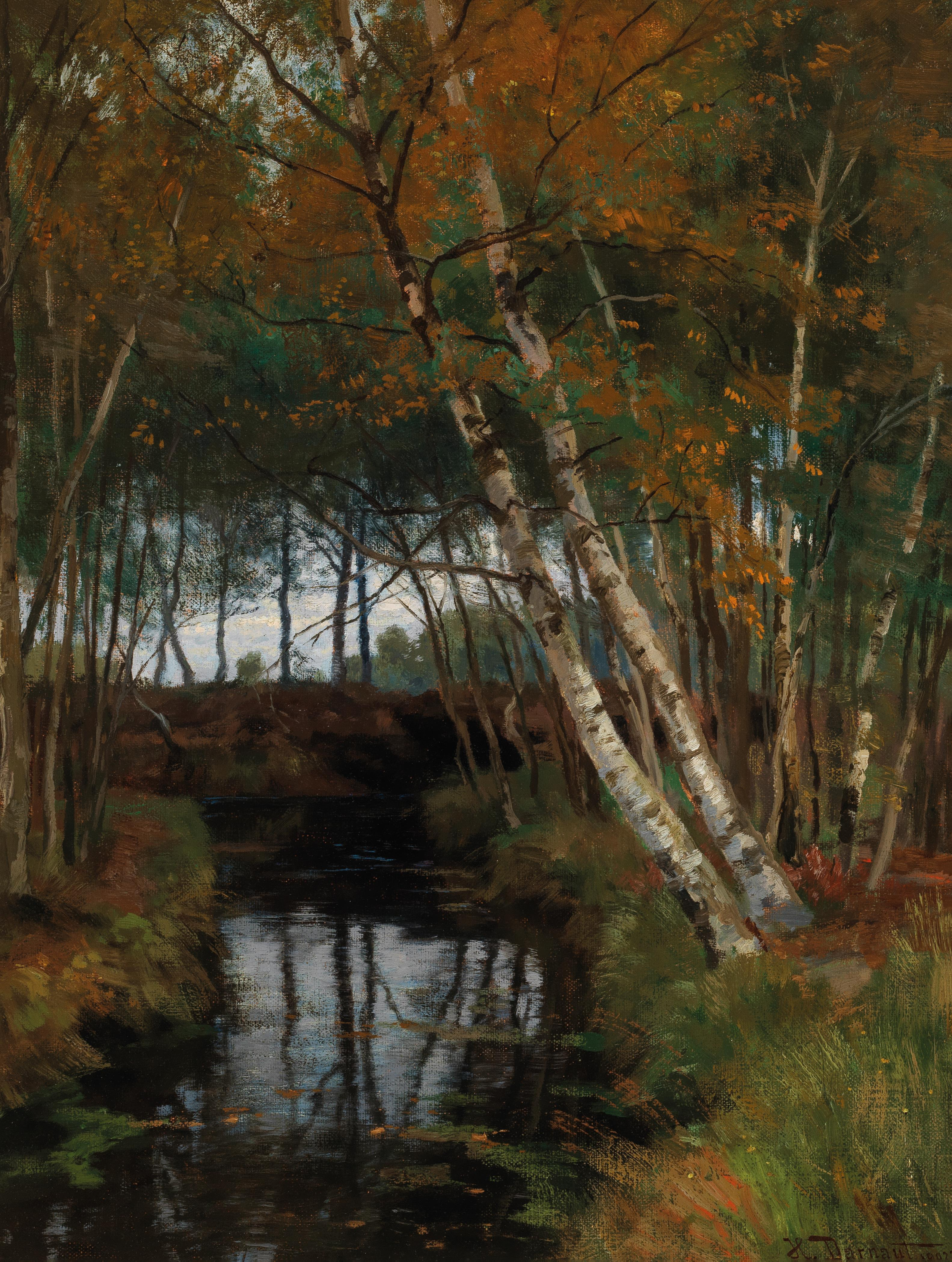
Hugo Darnaut Bachlandschaft mit Birken
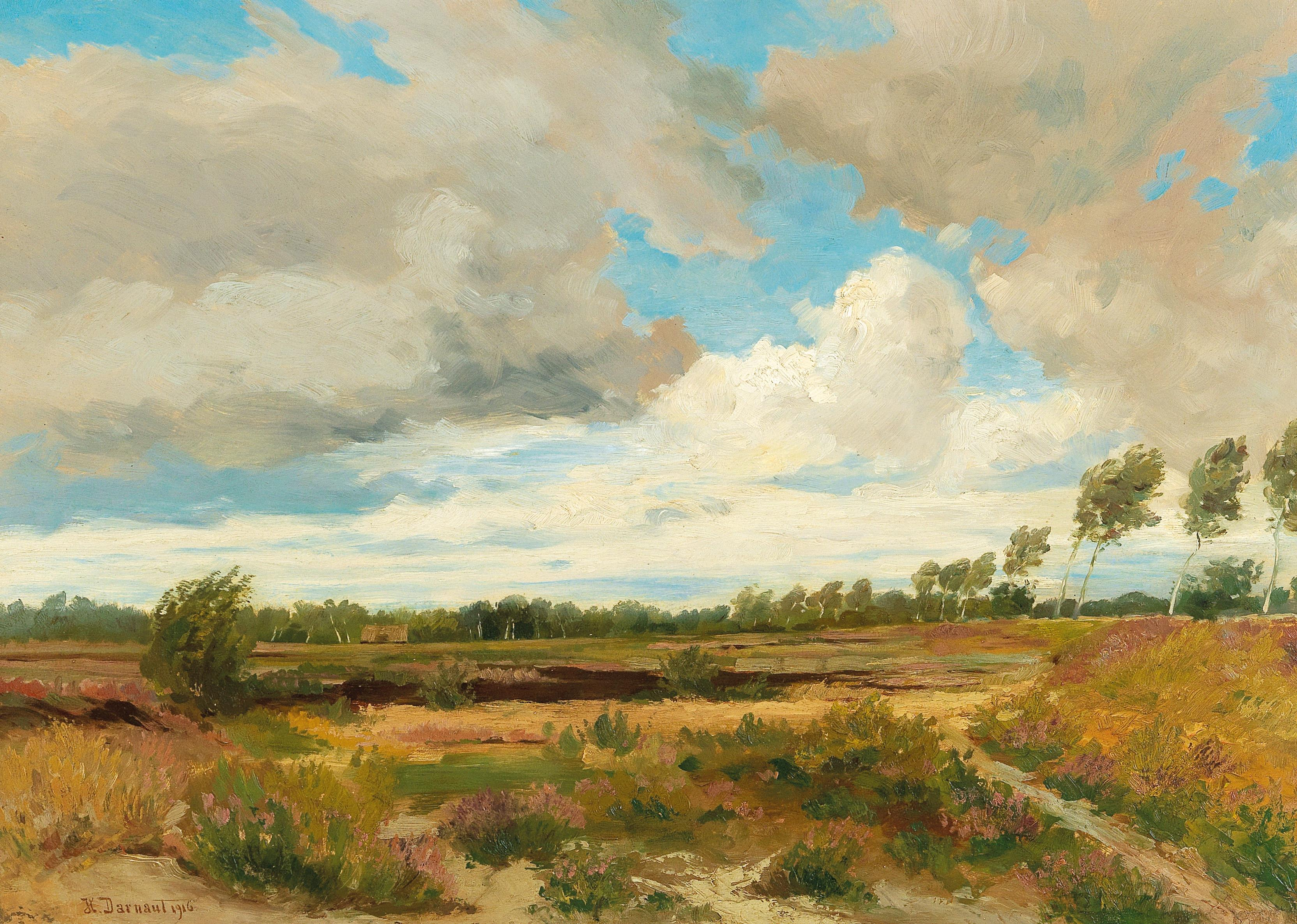
Hugo Darnaut - Moorland
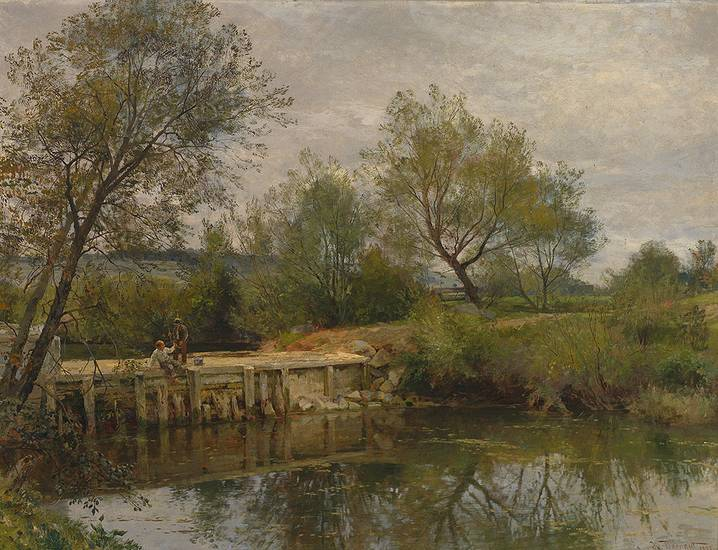
Hugo Darnaut Frühlingstag auf dem Land
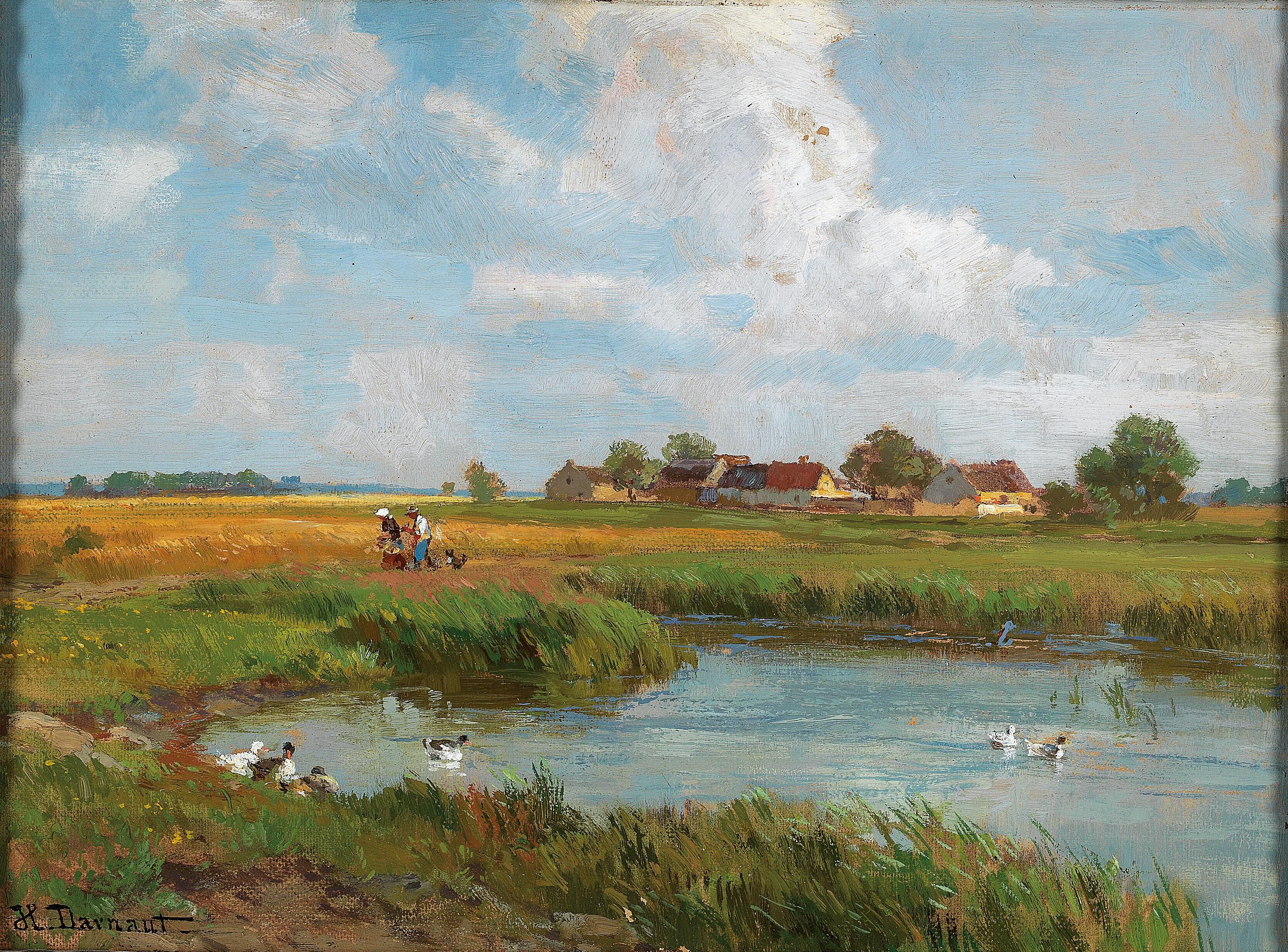
Hugo Darnaut Ein Sommertag
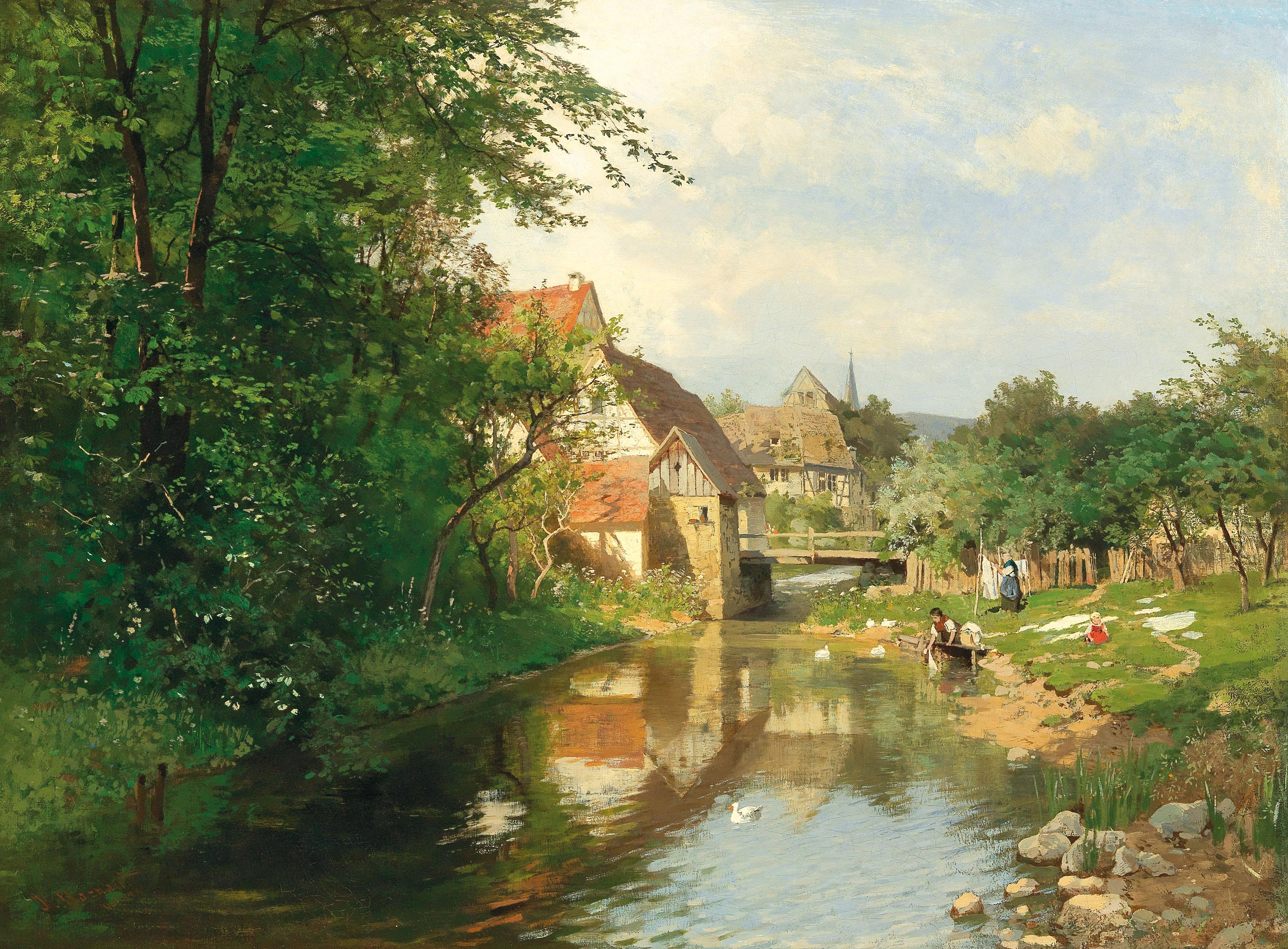
Hugo Darnaut - A village by the river
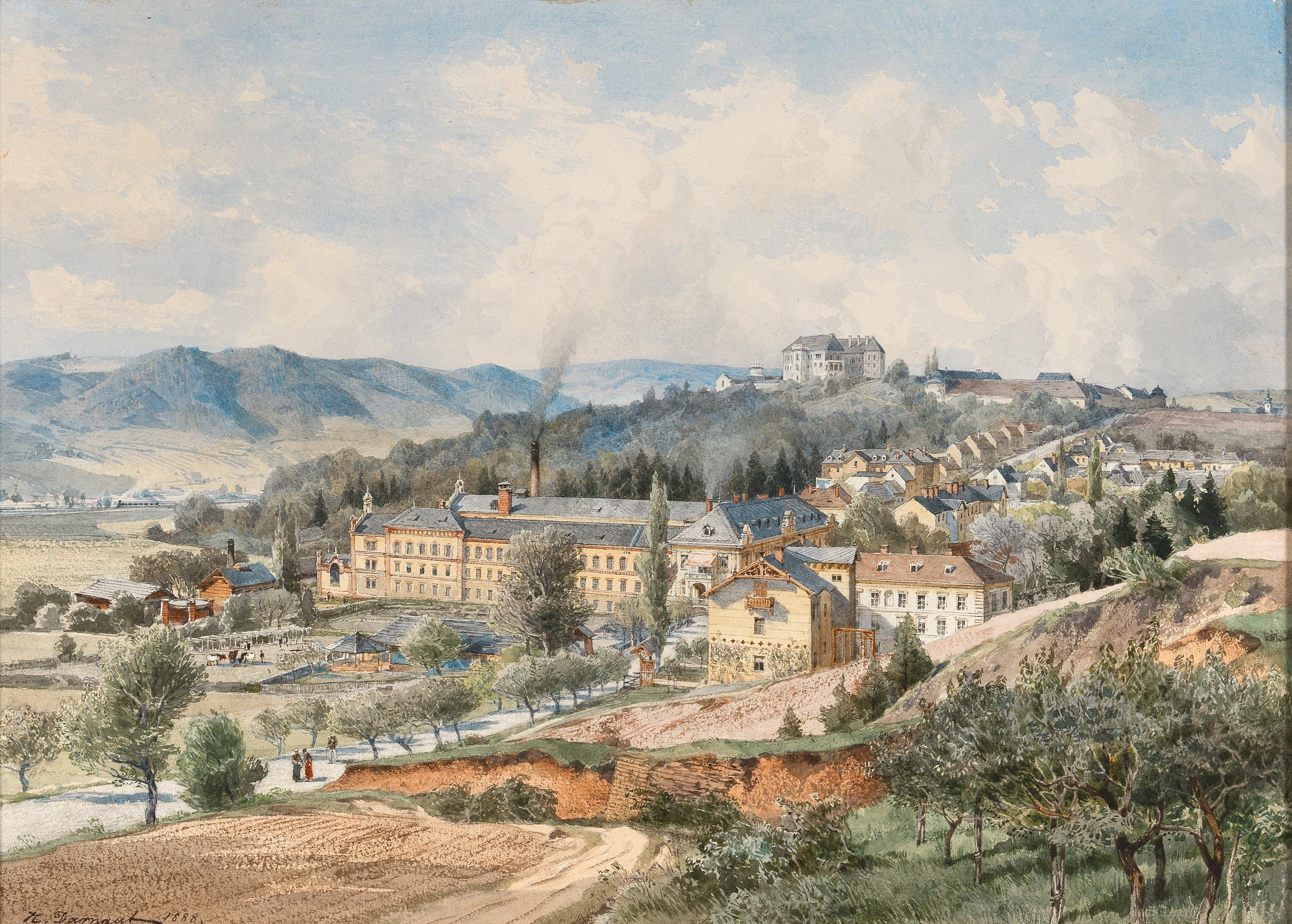
Hugo Darnaut Tüll- und Stofffabrik Lettowicz
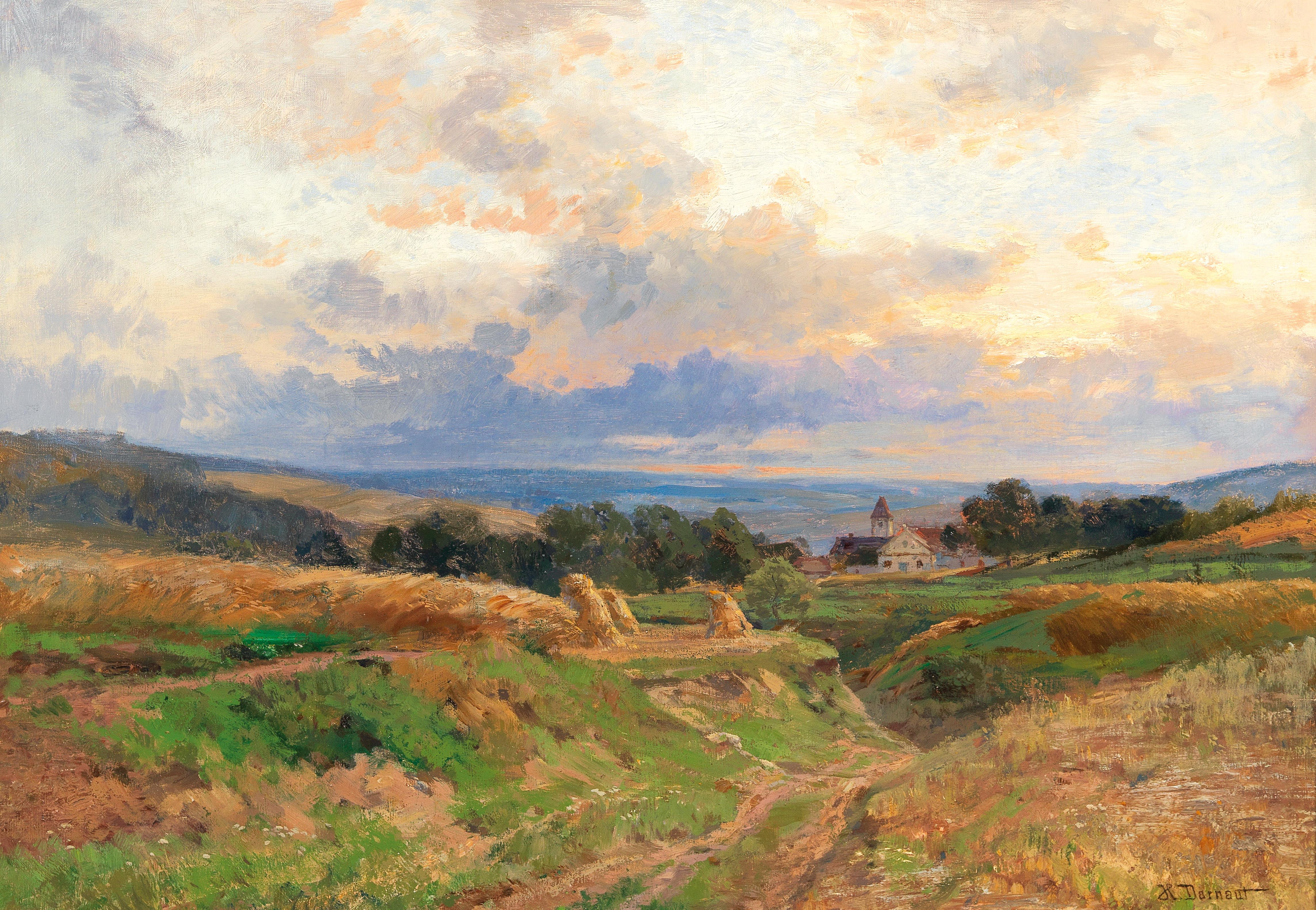
Hugo Darnaut - West of Vienna
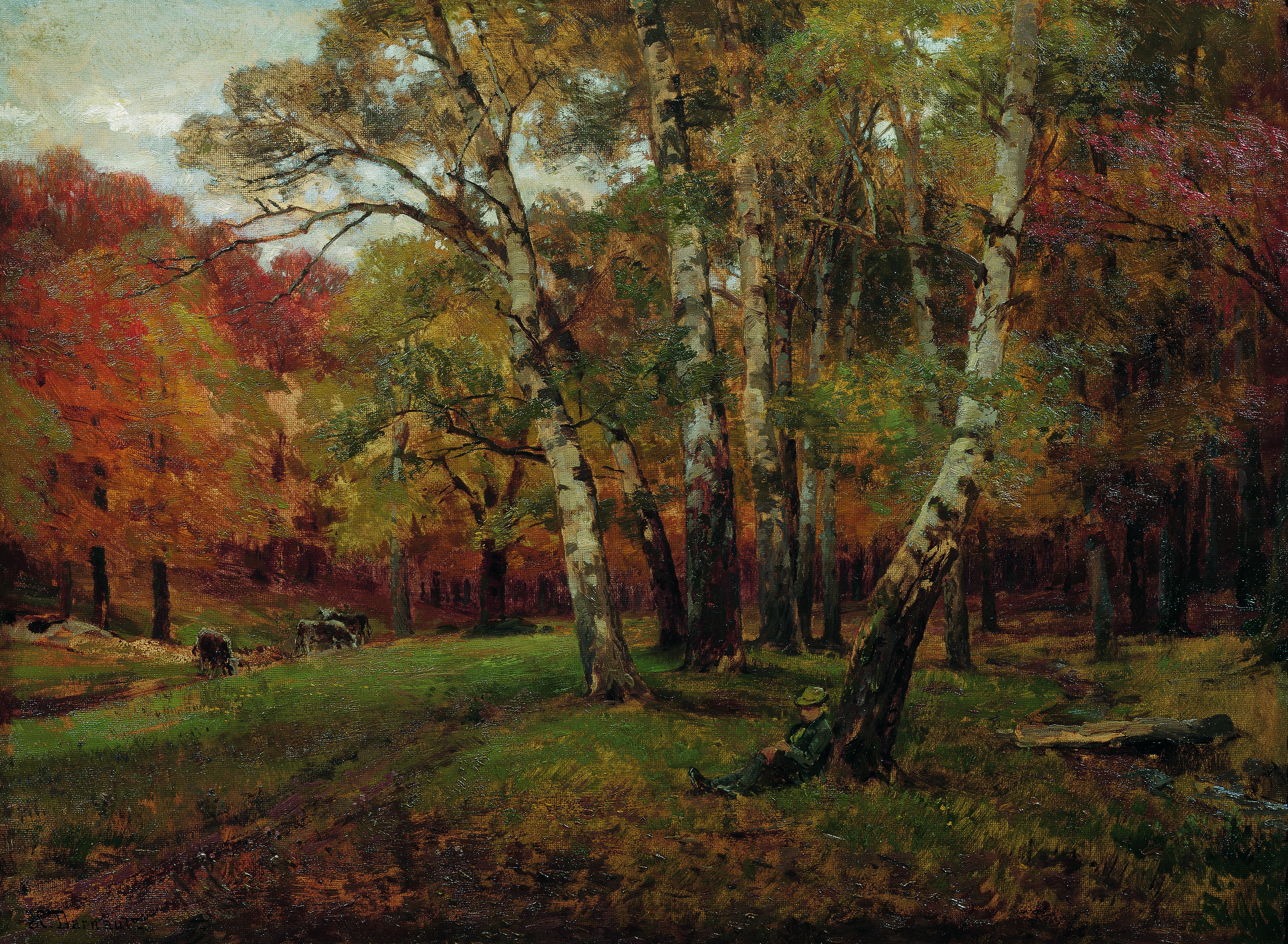
Hugo Darnaut - Landschaft mit Birken - 7441 - Österreichische Galerie Belvedere
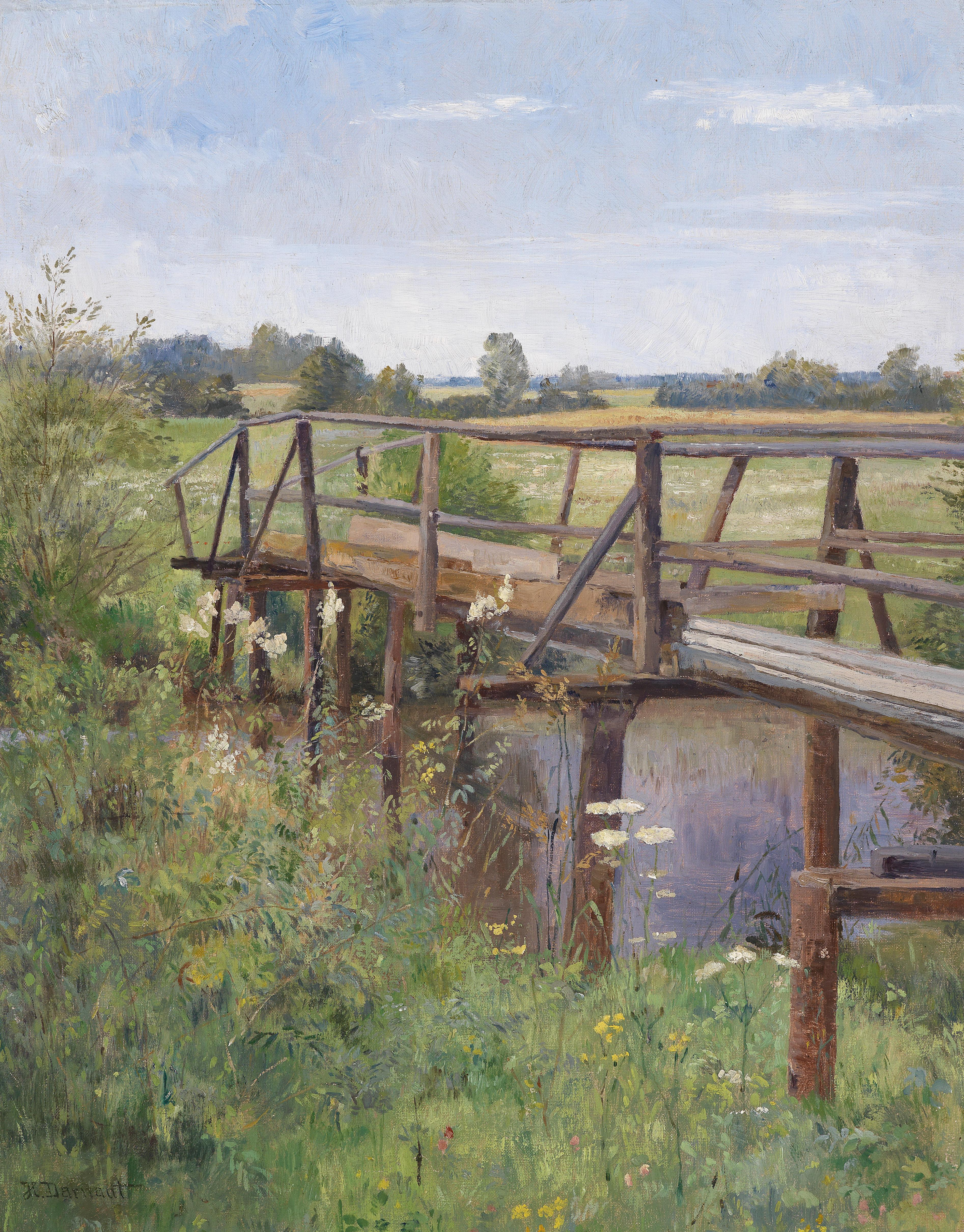
Hugo Darnaut Sommerlandschaft mit Brücke
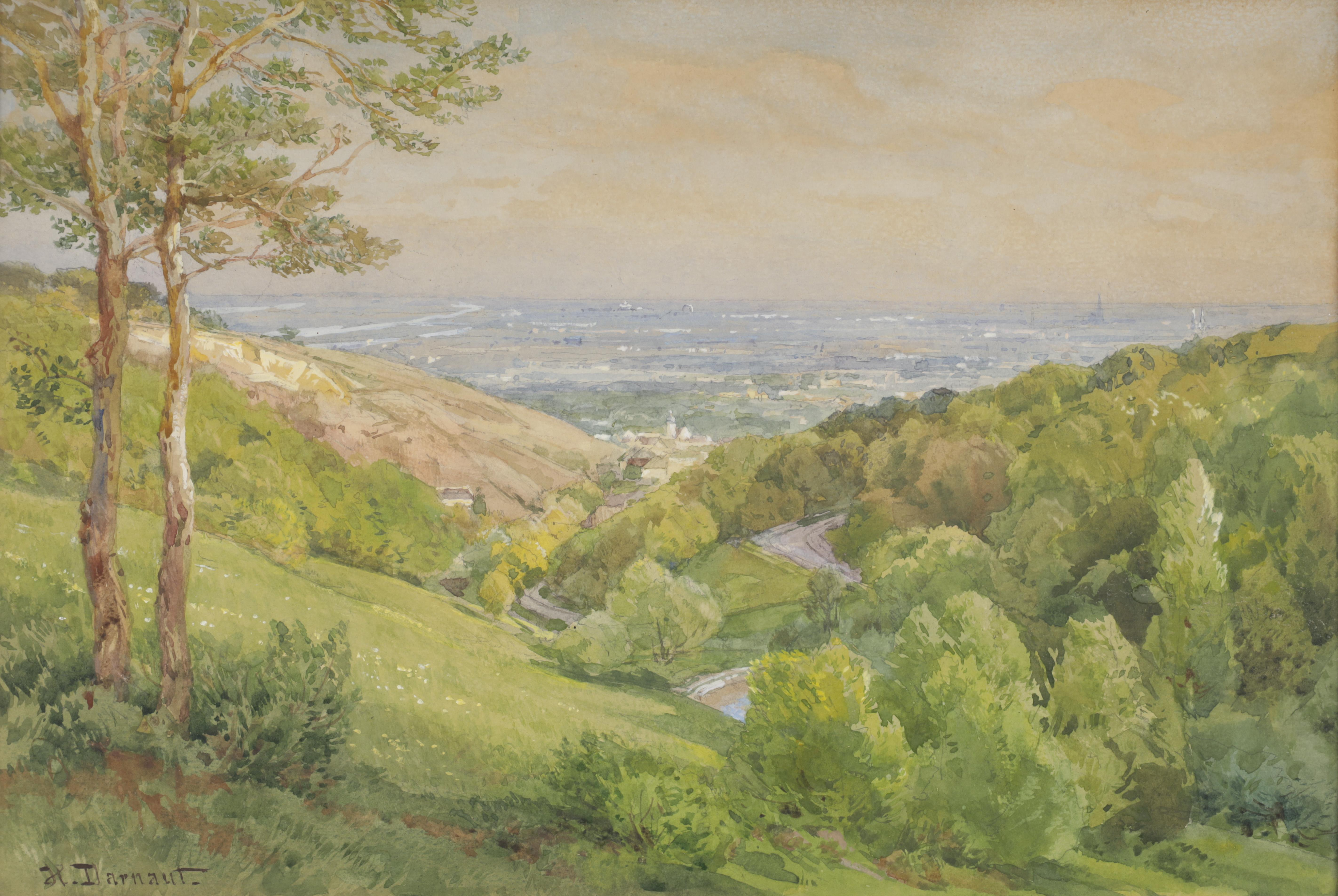
Hugo Darnaut Blick auf Wien vom Kobenzl
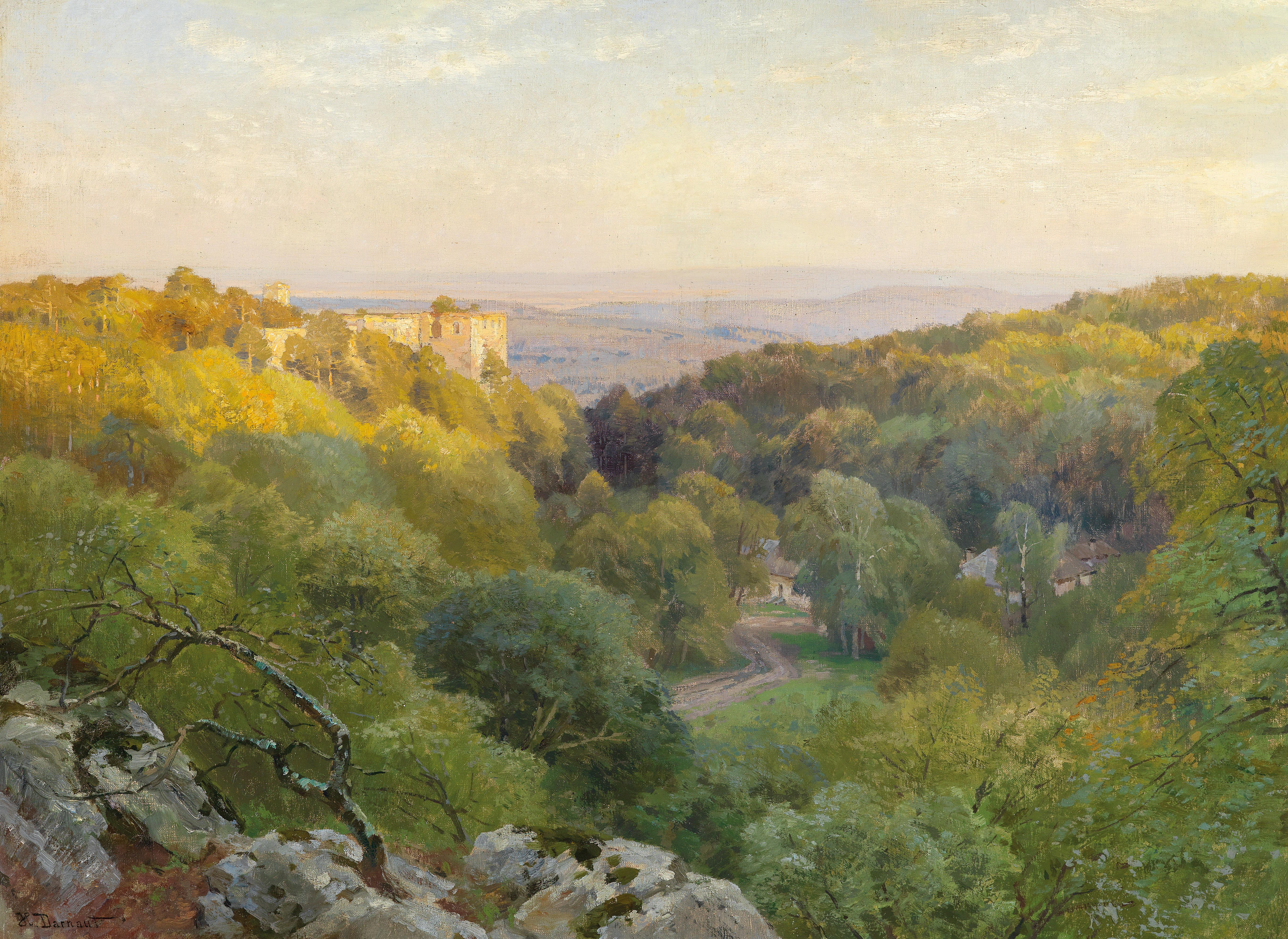
Hugo Darnaut Blick auf die Ruine Merkenstein